# Bures (Meurthe-et-Moselle)
Bures ist eine französische Gemeinde mit 65 Einwohnern (Stand 1. Januar 2022) im Département Meurthe-et-Moselle in der Region Grand Est (vor 2016: Lothringen). Sie gehört zum Arrondissement Lunéville und zum Gemeindeverband Pays du Sânon.

## Geografie
Die Gemeinde Bures liegt auf 230 m Meereshöhe, 16 Kilometer nordöstlich von Lunéville, etwa auf halbem Weg zwischen Nancy und Sarrebourg.
Das Gemeindeareal umfasst einen Abschnitt nördlich des Sânon-Tales. Abgesehen von Gehölzen am Étang de Parroy und kleineren Bachläufen ist das 5,78 km² große Gemeindegebiet waldlos und von ausgedehnten Ackerflächen geprägt.
Am Étang de Parroy, einem fast 30 ha großer Stauweiher, der durch Aufschüttung eines Dammes beim Bau des Rhein-Marne-Kanals entstand, hat Bures einen kleinen Anteil. Der Weiher wird durch drei Bäche gespeist und gibt überschüssiges Wasser an den Rhein-Marne-Kanal ab. In niederschlagsärmeren Sommern fallen weite Flächen des Sees trocken. Interessant ist der Weiher besonders für Ornithologen, die 1997 in Bures am Westufer eine Station errichteten. An den schilfbewachsenen Ufern wurden zahlreiche Brutvögel beobachtet, unter anderem Zwergdommeln, Rohrweihen und Purpurreiher.
Zu Bures gehören die Höfe La Fourasse und Saint-Pancrace westlich des Kernortes.
Nachbargemeinden von Bures sind Réchicourt-la-Petite im Norden, Coincourt im Nordosten, Parroy im Südosten, Hénaménil im Südwesten, Bathelémont im Westen sowie Arracourt im Nordwesten.

## Geschichte
Schwert und Schlüssel im Wappen verweisen auf die frühere Zugehörigkeit des Dorfes zur Abtei Senones.

### Bevölkerungsentwicklung
| Jahr      | 1946 | 1954 | 1962 | 1968 | 1990 | 1999 | 2011 | 2021 |
| Einwohner | 54   | 55   | 61   | 55   | 45   | 51   | 69   | 64   |

In den Jahren 1836 und 1841 wurden mit 222 Bewohnern die bisher höchsten Einwohnerzahlen ermittelt. Die Zahlen basieren auf den Daten von cassini.ehess und INSEE.

## Sehenswürdigkeiten
- Kirche St. Nikolaus (Église Saint-Nicolas), rekonstruiert nach 1918

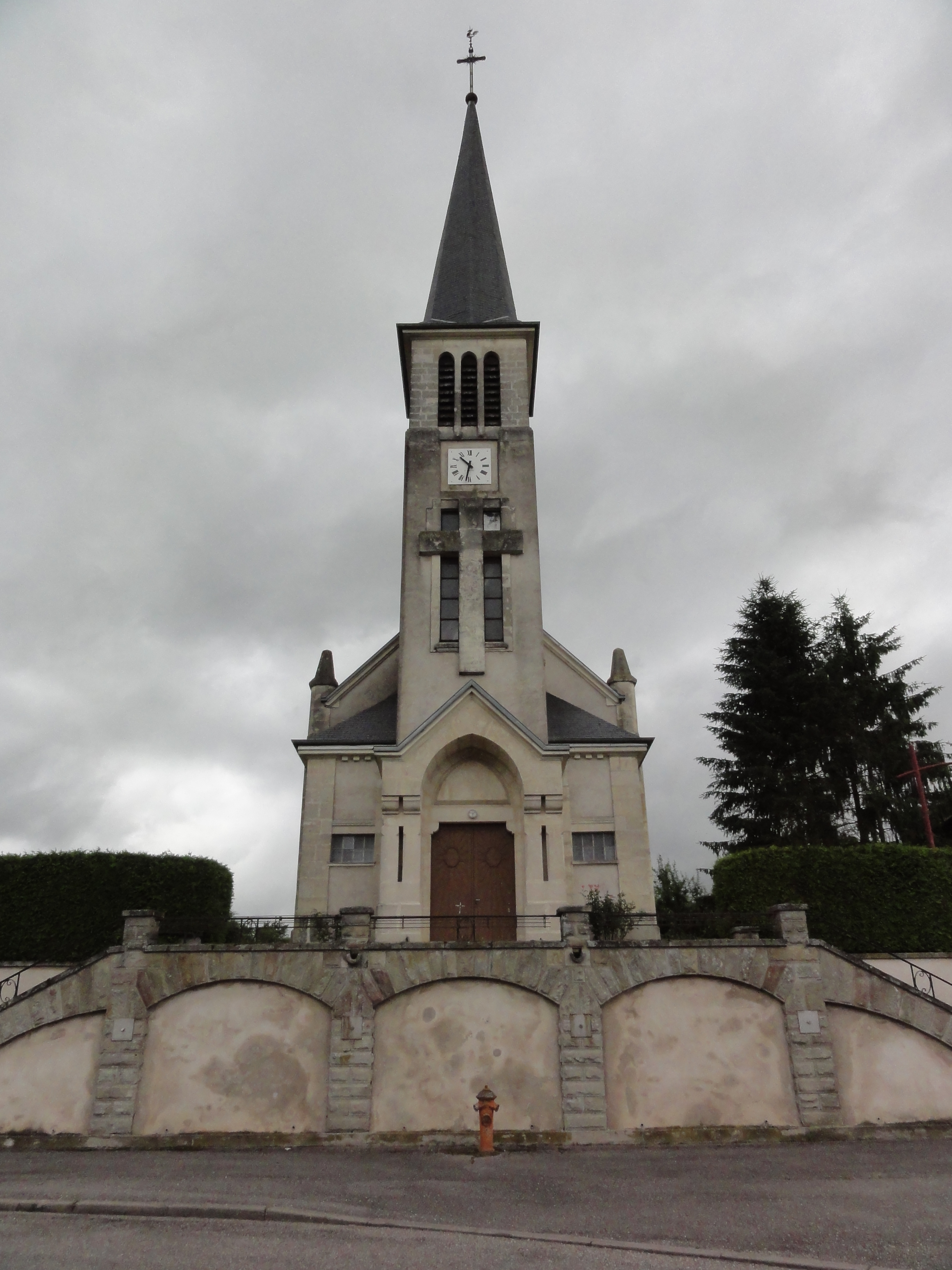
Kirche Saint-Nicolas

## Wirtschaft und Infrastruktur
Die Landwirtschaft spielt nach wie vor eine bedeutende Rolle in Bures. In der Gemeinde sind acht Landwirtschaftsbetriebe ansässig (Getreideanbau, Milchviehhaltung, Ziegen- und Schafzucht). Daneben entwickelt sich der Tourismus.
Bures liegt abseits der überregional wichtigen Verkehrsadern. Die Gemeinde ist über eine Abfahrt der Fernstraße von Dombasle-sur-Meurthe nach Sarrebourg zu erreichen. Weitere Straßen verbinden das Dorf mit den Gemeinden Réchicourt-la-Petite und Bathelémont.

## Belege
1. ↑  L’Étang de Parroy auf michelbj.pagesperso-orange.fr (französisch)
2. ↑  Wappenherkunft auf genealogie-lorraine.fr (französisch)
3. ↑  Bures auf cassini.ehess
4. ↑  Bures auf INSEE
5. ↑  Landwirtschaftsbetriebe auf annuaire-mairie.fr (französisch)